# François-Henri Pinault
François-Henri Pinault, född 28 maj 1962 i Rennes, är en fransk affärsman och ordförande för ett lyxvarumärkeskonglomerat, och son och arvtagare till François Pinault. Han anses vara en av de rikaste männen i världen med en familjeförmögenhet som uppskattades den 18 augusti 2018 till 30,5 miljarder dollar.
Han studerade vid HEC Paris där han skaffade sig kunskapen att arbeta i sin fars företag. År 1989 blev han generaldirektör för France Bois Industries, efter Pinault Distribution.
År 1993 arbetade han utomlands (Afrika, DOM-TOM). År 1997 utsågs han till generaldirektör för Fnac. I mars 2005 utsågs han till president för Pinault-Printemps-Redoute (PPR) och efterträdde sin far. Den 20 juni 2007 tog han över styrelseordförandeskapet för det tyska sportutrustningsföretaget Puma, efter att det förvärvats av PPR-gruppen via dess dotterbolag Sapardis.